# Pteronymia alissa
Pteronymia alissa är en fjärilsart som beskrevs av William Chapman Hewitson 1869. Pteronymia alissa ingår i släktet Pteronymia och familjen praktfjärilar. Inga underarter finns listade.

## Bildgalleri

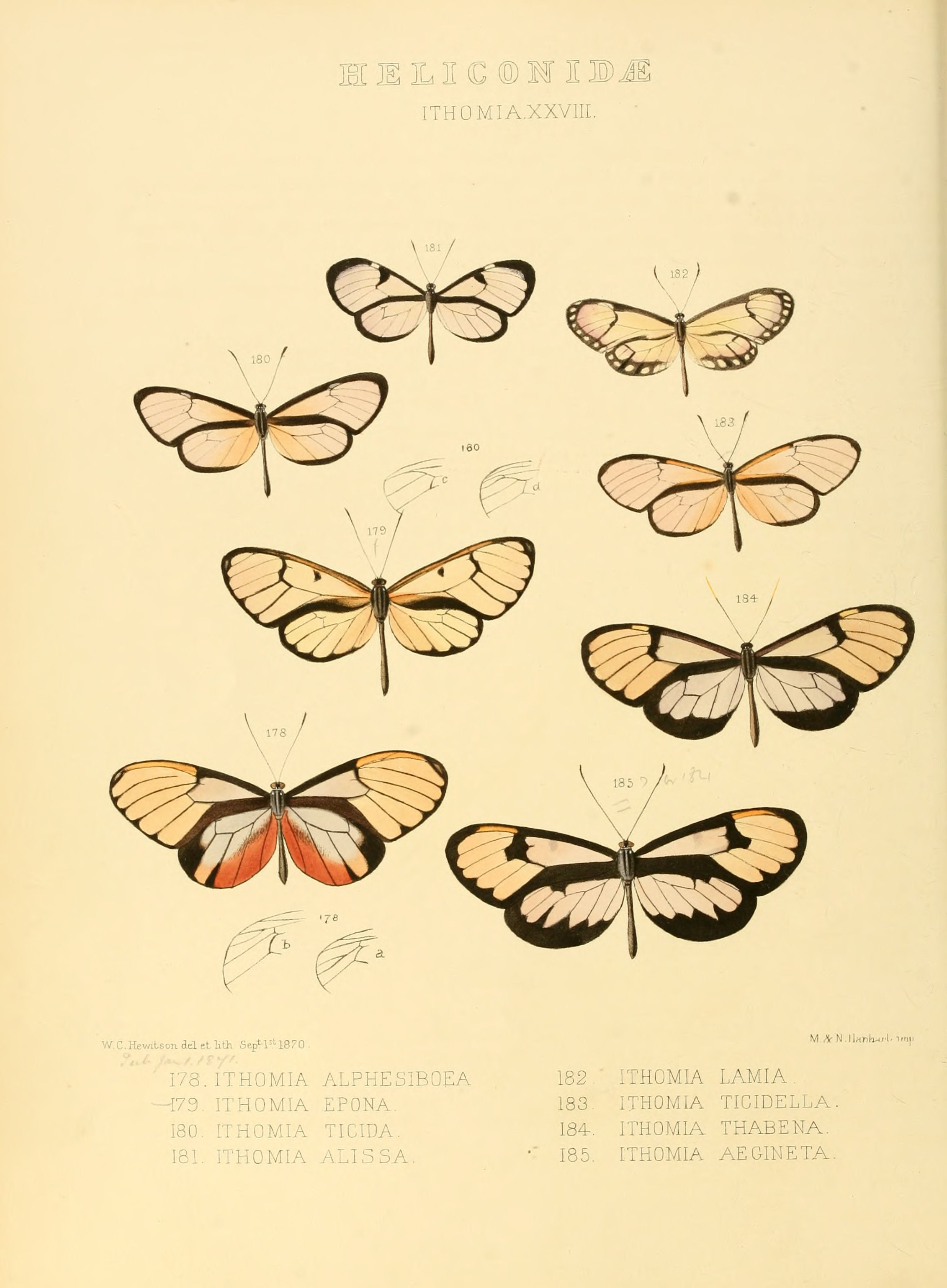